# سرجيوس السابع من نابولي
سرجيوس السابع (توفي 30 أكتوبر 1137) الدوق التاسع والثلاثون والأخير على نابولي. خلف والده جون السادس على عرش نابولي في 1120 أو 1123 في وقت كانت سلطة روجر الثاني ملك صقلية تنمو بسرعة. عندما استلم روجر دوقية بوليا في 1127 وتوج ملكًا عام 1130، توقف مصير نابولي على علاقات سرجيوس «مع البلاط الصقلي».